# Division 1 1938/39
Die Division 1 1938/39 war die siebte Austragung der professionellen französischen Fußballliga und zugleich die letzte vor einer sechsjährigen, kriegsbedingten Unterbrechung. Den Meistertitel gewann der FC Sète zum zweiten Mal nach 1934.

## Modus
Teilnahmeberechtigt waren die Vereine, die die Vorsaison nicht schlechter als auf dem 14. Platz abgeschlossen hatten, und die beiden Aufsteiger aus der zweiten Division.

## Vereine
In dieser Saison spielten folgende Mannschaften um den Meistertitel:
- fünf Klubs aus dem äußersten Norden (aus Lille Olympique und der SC Fives, aus Roubaix Excelsior und Racing, dazu Racing Lens),
- drei aus Paris bzw. der Normandie (Racing Paris, FC Rouen, Aufsteiger Le Havre AC)
- drei aus dem Nordosten (Titelverteidiger FC Sochaux, Racing Strasbourg, FC Metz),
- fünf aus dem Südosten (FC Sète, Olympique Marseille, AS Cannes, FC Antibes, Aufsteiger AS Saint-Étienne).

Von diesen 16 Teams gehörten neun zu den Gründungsmitgliedern der Liga, die bis dahin ununterbrochen in ihr vertreten waren: Antibes, Cannes, Fives, Lille, Marseille, Paris, EAC Roubaix, Sète und Sochaux.

## Saisonverlauf
Es galt die Zwei-Punkte-Regel; bei Punktgleichheit gab der Torquotient den Ausschlag für die Platzierung.
In der Hinrunde lag das Quartett der auch vor dieser Saison favorisierten Ex-Meister Marseille, Sète, Lille und Paris durchweg dicht beieinander an der Tabellenspitze, wozu sich Liganeuling Saint-Étienne gesellte. Überraschenderweise zählte der Titelverteidiger Sochaux nicht nur nicht zu diesem Kreis, sondern stand über viele Wochen mit lediglich zwei Hinrundensiegen sogar in der Abstiegszone. Es dauerte bis zur Mitte der Rückrunde, dann verabschiedete Olympique Lille – bis Weihnachten 1938 sogar noch Tabellenführer – sich als erster aus dem Kreis der Titelaspiranten, gefolgt von Saint-Étienne, während die verbleibenden drei Mannschaften keinen ihrer Konkurrenten davonziehen ließen. Erst im Mai fiel dann die Entscheidung, als Sète den frischgebackenen Pokalsieger aus Paris gleich mit 5:0 überrollte und Marseille sich in Strasbourg eine Niederlage leistete, wodurch der FC Sète als zweiter Verein nach dem FC Sochaux im Vorjahr seine zweite Meisterschaft feiern konnte. Sochaux hatte sich durch eine beeindruckende Rückrunde immerhin noch auf Rang sechs hocharbeiten können.
In der Abstiegszone kam es im letzten Saisondrittel zu einem Dreikampf zwischen Rouen, Antibes und Racing Roubaix, wobei als erster Absteiger Roubaix feststand, während die anderen Kontrahenten erst nach dem letzten Spieltag und nur unter Zuhilfenahme des Rechenschiebers wussten, dass mit dem FC Antibes ein weiteres Gründungsmitglied der Liga seine Erstklassigkeit verloren hatte. Aus der zweiten Division stiegen Red Star Olympique und der Stade Rennes UC auf; allerdings dauerte es mehr als sechs Jahre, ehe sie im August 1945 wieder ein Punktspiel in der Division 1 bestreiten konnten. Die unübersehbaren Vorzeichen des Weltkriegs hatten übrigens schon im September 1938 dazu geführt, dass die meisten Mannschaften aufgrund einer Wehrübung, zu der auch zahlreiche Profis einberufen worden waren, mit einer besseren Reserveelf antreten mussten.

## Abschlusstabelle
| Pl. | Verein                | Sp. | S  | U | N  | Tore    | Quote | Punkte |
| --- | --------------------- | --- | -- | - | -- | ------- | ----- | ------ |
| 1.  | FC Sète               | 30  | 19 | 4 | 7  | 065:360 | 1,81  | 42:18  |
| 2.  | Olympique Marseille   | 30  | 18 | 4 | 8  | 056:340 | 1,65  | 40:20  |
| 3.  | Racing Club Paris (P) | 30  | 15 | 8 | 7  | 058:430 | 1,35  | 38:22  |
| 4.  | AS Saint-Étienne (N)  | 30  | 14 | 7 | 9  | 046:300 | 1,53  | 35:25  |
| 5.  | Olympique Lille       | 30  | 14 | 6 | 10 | 042:380 | 1,11  | 34:26  |
| 6.  | FC Sochaux (M)        | 30  | 14 | 4 | 12 | 065:390 | 1,67  | 32:28  |
| 7.  | Racing Lens           | 30  | 11 | 9 | 10 | 051:420 | 1,21  | 31:29  |
| 8.  | FC Metz               | 30  | 12 | 7 | 11 | 049:460 | 1,07  | 31:29  |
| 9.  | SC Fives              | 30  | 13 | 5 | 12 | 057:540 | 1,06  | 31:29  |
| 10. | Racing Straßburg      | 30  | 10 | 8 | 12 | 039:430 | 0,91  | 28:32  |
| 11. | Le Havre AC (N)       | 30  | 11 | 6 | 13 | 048:590 | 0,81  | 28:32  |
| 12. | AS Cannes             | 30  | 11 | 5 | 14 | 047:620 | 0,76  | 27:33  |
| 13. | Excelsior AC Roubaix  | 30  | 8  | 8 | 14 | 060:710 | 0,85  | 24:36  |
| 14. | FC Rouen              | 30  | 6  | 9 | 15 | 031:480 | 0,65  | 21:39  |
| 15. | FC Antibes            | 30  | 6  | 9 | 15 | 021:540 | 0,39  | 21:39  |
| 16. | Racing Roubaix        | 30  | 4  | 9 | 17 | 031:670 | 0,46  | 17:43  |

Platzierungskriterien: 1. Punkte – 2. Torquotient
| (M) | amtierender französischer Meister        |
| (P) | amtierender französischer Pokalsieger    |
| (N) | Neuaufsteiger aus der Division 2 1937/38 |

## Kreuztabelle
|                     | FC Ant | AS Can | EAC Rou | SC Fiv | AC LeH | RC Len | Ol. Lil | Ol. Mar | FC Met | RC Par | RC Rbx | FC Rou | AS StÉ | FC Sèt | FC Soc | RC Str |
| FC Antibes          |        | 0:0    | 3:0     | 0:3    | 1:0    | 1:0    | 0:3     | 2:2     | 1:1    | 1:1    | 1:0    | 0:0    | 0:4    | 0:2    | 0:0    | 1:1    |
| AS Cannes           | 3:0    |        | 2:1     | 1:5    | 3:2    | 2:1    | 1:2     | 2:4     | 2:1    | 1:2    | 4:1    | 2:0    | 1:2    | 3:2    | 0:0    | 1:1    |
| Excelsior Roubaix   | 0:2    | 3:5    |         | 3:1    | 3:3    | 0:1    | 1:1     | 1:2     | 3:1    | 6:2    | 4:2    | 1:1    | 1:0    | 2:3    | 3:2    | 6:1    |
| SC Fives            | 4:1    | 3:1    | 4:2     |        | 7:3    | 0:4    | 3:1     | 0:0     | 1:1    | 0:1    | 1:3    | 1:0    | 3:2    | 1:3    | 2:4    | 2:0    |
| Le Havre AC         | 2:0    | 3:0    | 1:3     | 0:0    |        | 2:2    | 1:0     | 2:0     | 0:3    | 2:1    | 5:2    | 1:1    | 0:0    | 2:1    | 2:1    | 2:1    |
| Racing Lens         | 1:1    | 6:2    | 2:2     | 4:2    | 3:1    |        | 2:3     | 2:1     | 1:1    | 3:1    | 0:2    | 1:0    | 1:2    | 2:2    | 1:1    | 1:1    |
| Olympique Lille     | 2:0    | 4:3    | 1:2     | 1:0    | 2:0    | 0:1    |         | 3:2     | 0:2    | 2:1    | 5:3    | 3:1    | 1:0    | 2:0    | 0:1    | 0:1    |
| Olympique Marseille | 5:2    | 0:1    | 4:2     | 2:0    | 0:2    | 2:0    | 2:0     |         | 5:1    | 5:2    | 6:0    | 1:0    | 3:1    | 1:1    | 1:0    | 1:0    |
| FC Metz             | 6:0    | 2:1    | 1:1     | 1:3    | 2:1    | 1:1    | 0:1     | 5:1     |        | 3:0    | 1:0    | 2:2    | 1:0    | 0:2    | 0:3    | 2:1    |
| Racing Paris        | 3:0    | 5:1    | 3:1     | 2:2    | 3:0    | 1:0    | 2:2     | 1:1     | 3:2    |        | 1:1    | 3:0    | 1:1    | 3:0    | 6:1    | 3:2    |
| Racing Roubaix      | 2:2    | 1:1    | 1:1     | 3:3    | 1:1    | 1:5    | 0:0     | 1:0     | 1:2    | 0:3    |        | 1:2    | 2:2    | 1:0    | 1:4    | 2:0    |
| FC Rouen            | 0:1    | 2:1    | 2:2     | 1:3    | 1:4    | 3:0    | 0:0     | 1:2     | 2:2    | 3:1    | 0:0    |        | 0:2    | 0:1    | 1:0    | 1:1    |
| AS Saint-Étienne    | 1:0    | 2:0    | 2:2     | 2:0    | 4:2    | 1:1    | 2:0     | 1:0     | 0:1    | 0:1    | 5:0    | 2:1    |        | 3:1    | 2:1    | 0:0    |
| FC Sète             | 4:0    | 3:0    | 2:0     | 3:2    | 2:2    | 2:2    | 1:2     | 6:3     | 5:0    | 3:1    | 2:0    | 2:1    | 2:1    |        | 2:0    | 2:0    |
| FC Sochaux          | 2:0    | 7:3    | 8:0     | 5:2    | 8:0    | 0:2    | 4:1     | 2:0     | 0:1    | 1:0    | 3:1    | 2:0    | 1:2    | 1:1    |        | 2:0    |
| Racing Strasbourg   | 2:1    | 1:3    | 3:1     | 3:1    | 3:1    | 3:2    | 1:2     | 1:0     | 0:0    | 1:1    | 2:0    | 5:1    | 1:1    | 1:3    | 2:0    |        |

## Die Spieler des Meisters
Während der Saison waren folgende 20 Spieler zum Einsatz gekommen (in Klammern: Zahl der Punktspiele): Domènec Balmanya (28), Marcel Bertrand (5), Michel Brusseaux (30), Charles [Cros?] (7), Albert Clarenc (6), Kouider Daho (3), Pierre Danzelle (28), Fernand Darmon (6), Josep Escolà (17), Raymond François (21), René Franquès (24), Dezsõ Korányi (29), Charles Laurent (29), François Mercier (26), Roger Pellegrino (25), Ahmed Salhi (2), Roland Schmitt (26), Roger Simon (3), Camille Teyssonnier (5), Antoine Vassas (3)
Wer Sètes 65 Treffer erzielte, ist in der Literatur nicht vollständig dargestellt; lediglich für Korányi (27) und Pellegrino (12) existiert eine exakte Angabe.

## Erfolgreichste Torschützen
| Pl. | Spieler               | Verein               | Tore |
| --- | --------------------- | -------------------- | ---- |
| 1   | Roger Courtois        | FC Sochaux           | 27   |
|     | Dezsõ Korányi         | FC Sète              | 27   |
| 3   | Norbert Van Caeneghem | SC Fives             | 21   |
| 4   | Heinrich Hiltl        | Excelsior AC Roubaix | 18   |
| 5   | Emmanuel Aznar        | Olympique Marseille  | 16   |
|     | Antoine Franceschetti | AS Cannes            | 16   |
|     | Alessandro Frigerio   | Le Havre AC          | 16   |
|     | Ignace Tax            | AS Saint-Étienne     | 16   |
| 9   | Viktor Spechtl        | Racing Lens          | 14   |
| 10  | Larbi Ben Barek       | Olympique Marseille  | 12   |
|     | Géza Kalocsay         | Olympique Lille      | 12   |
|     | Roger Pellegrino      | FC Sète              | 12   |